# Tjeboksary
Tjeboksary (russisk: Чебоксары, tr. Tjeboksary) er en by i det vestlige Rusland, hovedstad i Republikken Tjuvasjien, og beliggende ved bredden af Volga-floden. Byen har 496.350 (2024) indbyggere. Tjeboksary blev grundlagt i 1469 .